# Multiplekser wizyjny
Multiplekser wizyjny - urządzenie systemu CCTV, które wykonuje równocześnie działania zmieniacza oraz dzielnika obrazu. Nie powoduje zmniejszenia obrazu, przez co nie pogarsza się ich jakość. Posiadają też wbudowane funkcje wykrywania prostej detekcji ruchu. 

## Podział
Ze względu na funkcje (wielozadaniowość) multipleksery wideo dzieli się na typy:
- SIMPLEX
- DUPLEX
- TRIPLEX
- KWADRUPLEX

Dodatkowym kryterium podziału jest liczba wejść wizyjnych. Najczęściej spotyka się multipleksery: 4-wejściowe,
9-wejściowe, 16-wejściowe.